# 李擎
李擎，浙江山阴（今浙江绍兴）人，是一名清朝政治人物。
李擎曾于1798年接替左元镇任金山县知县一职，1799年由周为宪接任。